# ایدسهایم
ایدسهایم (به آلمانی: Idesheim) یک شهر در آلمان است که در بیتبورگ-پروم واقع شده‌است.